# Seksualno napastvovanje
Seksualni napad je radnja u kojoj osoba namerno seksualno dodiruje drugu osobu bez pristanka te osobe, ili prinuđava ili fizički prisiljava osobu da izvrši seksualni čin protiv svoje volje. To je oblik seksualnog nasilja, koji obuhvata silovanje (prisilnu vaginalnu, analnu ili oralnu penetraciju ili seksualni napad uz pomoć droga), pipanje, seksualno zlostavljanje dece ili mučenje osobe na seksualni način.

## Definicija
Generalno, seksualni napad se definiše kao neželjeni seksualni kontakt. Nacionalni centar SAD za žrtve zločina navodi:
Seksualni napad ima mnogo oblika, uključujući napade kao što su silovanje ili pokušaj silovanja, kao i svaki neželjeni seksualni kontakt ili pretnje. Obično se seksualno zlostavljanje događa kada neko dodirne bilo koji deo tela druge osobe na seksualni način, čak i kroz odeću, bez pristanka te osobe.
U Sjedinjenim Državama definicija seksualnog napada veoma varira od države do države. Međutim, u većini država seksualno zlostavljanje se događa kada nema odobrenja od strane jedne od uključenih individua. Pristanak mora da postoji između dve odrasle osobe koje nisu onesposobljene i može se menjati u bilo koje vreme tokom seksualnog čina.

## Tipovi

### Seksualno zlostavljanje dece
Seksualno zlostavljanje dece je forma zlostavljanja dece u kojem odrasla osoba ili stariji adolescent zlostavlja dete radi seksualne stimulacije. Oblici seksualnog zlostavljanja dece uključuju traženje ili pritisak na dete da se bavi seksualnim aktivnostima (bez obzira na ishod), nepristojno izlaganje genitalija detetu, prikazivanje pornografije detetu, stvarni seksualni kontakt sa detetom, fizički kontakt sa genitalijama deteta, gledanje genitalija deteta bez fizičkog kontakta ili korišćenje deteta za proizvodnju dečje pornografije.
Efekti seksualnog zlostavljanja dece uključuju depresiju, posttraumatski stresni poremećaj, anksioznost, sklonost ponovnoj viktimizaciji u odraslom dobu, fizičku povredu deteta i povećan rizik od budućeg međuljudskog počinjenja nasilja među muškarcima, između ostalih problema. Seksualno zlostavljanje od strane člana porodice je oblik incesta. Češći je od ostalih oblika seksualnog napada na dete i može rezultirati ozbiljnijom i dugoročnom psihološkom traumom, posebno u slučaju roditeljskog incesta.
Približno 15 do 25 procenata žena i 5 do 15 procenata muškaraca seksualno je zlostavljano kada su bila deca. Većina počinitelja seksualnog zlostavljanja upoznata je sa svojim žrtvama. Približno 30 procenata počinilaca su rođaci deteta - najčešće braća, očevi, majke, sestre i ujaci ili drugi rođaci. Oko 60 procenata čine drugi poznanici, kao što su prijatelji porodice, dadilje ili komšije. Stranci su počinitelji u približno 10 procenata slučajeva seksualnog zlostavljanja dece.
Studije su pokazale da je psihološka šteta posebno ozbiljna kada roditelji izvrše seksualne napade na decu zbog incestne prirode napada. Incest između deteta ili adolescenta i odraslog rođaka je identifikovan kao najrasprostranjeniji oblik dečijeg seksualnog zlostavljanja sa ogromnim kapacitetom za povređivanje deteta. Često dete ne prijavljuje seksualni napad iz više od sledećih razloga:
- deca su premlada da bi prepoznala svoju viktimizaciju ili je izrazila rečima
- njima su upućene pretnje ili su podmićena od strane nasilnika
- deca se osećaju zbunjeno usled bojazni od nasilnika
- plaše se da im niko neće verovati
- krive sebe ili veruju da je zlostavljanje kazna
- osećaju krivicu za posledice koje može snositi počinilac[23]

Mnoge države su kriminalizirale seksualni kontakt između nastavnika ili školskih administratora i učenika, čak i ako je učenik iznad zakonske starosne granice.

### Nasilje u porodici
Nasilje u porodici je nasilje ili drugo zlostavljanje jedne osobe nad drugim osobama u domaćem okruženju, poput braka ili zajedničkog života. To je snažno povezano sa seksualnim napadima. Ne samo da nasilje u porodici može biti emocionalno, fizičko, psihološko i finansijsko, već može biti i seksualno. Neki od znakova seksualnog zlostavljanja slični su onima usled porodičnog nasilja.

## Literatura
- Wishart, Guy (2003). „The sexual abuse of people with learning difficulties: Do we need a social model approach to vulnerability?”. The Journal of Adult Protection. 5 (3): 14—27. doi:10.1108/14668203200300021.

## Spoljašnje veze
- Seksualno napastvovanje na veb-sajtu  (језик: енглески)

|  | Molimo Vas, obratite pažnju na važno upozorenje u vezi sa temama iz oblasti medicine (zdravlja). |